# 鄒文治
鄒文治（1914年—？），綽號「彈弓腳」、「雞記」，馬來西亞華人、香港足球運動員。三十年代於港甲出道，曾效力於中華、九華、東方、九巴、傑志等球隊，直至1961年才退役。他曾多次入選港隊及中華民國代表隊，曾獲得1954年馬尼拉亞運足球金牌。
他身材雖然矮小，射門力道偏弱，但踢球勇敢，球路純熟，腳法細膩，且左右腳均能開弓，既可擔當左右內鋒，又可以負責中衛線。